# 東漢氏
東漢氏（やまとのあやうじ）は、「東漢」を氏の名とする氏族。倭漢氏とも記述される。

## 渡来集団として
『記・紀』の応神天皇の条に渡来したと記されている漢人（中国から一七県の人々を率いて来日、のち天皇の命で呉(くれ)におもむき、織女、縫女を連れ帰ったという。後漢霊帝の曾孫）系の阿知使主を氏祖とする帰化系氏族集団である。
『日本書紀』応神天皇20年9月の条に、「倭漢直の祖の阿智使主、其の子の都加使主は、己の党類十七県の人々を率いて来帰した。」と伝える。
また『続日本紀』延暦4年（785年）6月条によれば、阿智王は七姓(朱・李・多・皀郭・皀・段・高の七姓漢人)と共に渡来した。
また、『古事記』応神天皇の件に、「秦造の祖、漢直の祖、が渡来してきた」とある。

## 漢氏と東漢氏・西漢氏
漢氏 (あやうじ)は東漢氏(倭漢氏、やまとのあやうじ)と西漢氏(河内漢氏、かわちのあやうじ）の両系にわかれる。西漢氏は東漢氏とは同族であるが、氏は異なる。
その後に渡来した今来漢人（新漢人)（いまきのあやひと）も加えられる。
阿知使主の末裔の漢氏は飛鳥に近い檜隈を拠点とした。大和に居住する漢氏は東漢氏(東文氏)となり、河内に本拠を持っていた漢氏は西漢氏(西文氏・西書氏)となった。織物工芸に長けていたため、両氏とも「漢」と書いて「アヤ」と読ませている。
『続日本紀』延暦四年(785年)6月条は東漢氏の由来に関して、「神牛の導き」で中国漢末の戦乱から逃れ帯方郡へ移住したこと、氏族の多くが技能に優れていたこと、聖王が日本にいると聞いて渡来してきたことを記している。系譜などから判断すれば、東漢氏は漢王朝との関係を創作したものと思われる。
東漢氏と直接の関係は無いが百済から五経博士「漢高安茂」という人が派遣されており、それ以前に派遣されていた博士「段楊爾」と替えたいと百済は申し出ている。

## 氏族の特徴
東漢氏は、記紀などの記録から土木建築技術や織物の技術者が居たことをうかがい知れる。東漢氏の一族に東文氏があり、7世紀から8世紀頃には内蔵省・大蔵省などの官人を出している。
また、東漢氏は軍事力にも秀で、蘇我氏の門衛や宮廷の警護などを担当している。『肥前国風土記』によれば、602年の新羅征討計画の際には兵器の製作を担当した。崇峻天皇暗殺の際にも東漢氏の東漢駒（東漢直駒）が暗殺の実行役となっており、蘇我氏の与党であったが、壬申の乱の際には、蘇我氏と袂（たもと）を分かって生き残り、奈良時代以降も武人を出し平安時代初期には蝦夷征討で活躍した坂上氏の坂上苅田麻呂・田村麻呂親子が登場する。

## 後裔
阿智使主の直系の子孫は天武天皇より「忌寸」の姓を賜り、他の氏族とは姓で区別がなされることとなった。
「掬」の代に東漢直姓を賜った。
東漢氏は坂上氏、書（ふみ）氏(文氏)、民氏、池辺氏、荒田井氏などの直姓氏族に分かれた。八色の姓では忌寸姓に改められている。8世紀から9世紀には坂上氏が台頭し、宿禰･大宿禰を賜った。

### 坂上氏
東漢氏の宗家ともいえる系統は坂上直姓初代坂上直志拏の兄で東漢直山木である。しかし、曾孫である東漢駒が、蘇我馬子の指図で崇峻天皇を暗殺したが、後に馬子に殺害された。東漢氏の宗家は没落した。